# Kalenborn, Ahrweiler
Kalenborn là một đô thị thuộc huyện Ahrweiler, bang Rheinland-Pfalz, phía tây nước Đức. Đô thị Kalenborn, Ahrweiler có diện tích 4,33 km², dân số thời điểm ngày 31 tháng 12 năm 2006 là 691 người.